# Microregioni del Brasile
Le microregioni del Brasile sono raggruppamenti di municipi limitrofi del Brasile istituiti dalla Costituzione brasiliana. La loro finalità è quella di integrare l'organizzazione, la pianificazione e l'esecuzione delle funzioni pubbliche di interesse comune, come definite attraverso leggi dello Stato federale cui la  microregione appartiene.
Le microregioni così costituite sono rare.
Il termine è tuttavia assai più noto in funzione dell'uso pratico fattone dall'Instituto Brasileiro de Geografia e Estatística, l'istituto nazionale brasiliano di geografia e statistica, per soli fini statistici e basandosi su similarità economiche e sociali, pertanto non individuando necessariamente entità ufficialmente definite come politiche o amministrative. Queste microregioni sono raggruppate in mesoregioni.